# Geruchloser beweglicher Abtritt

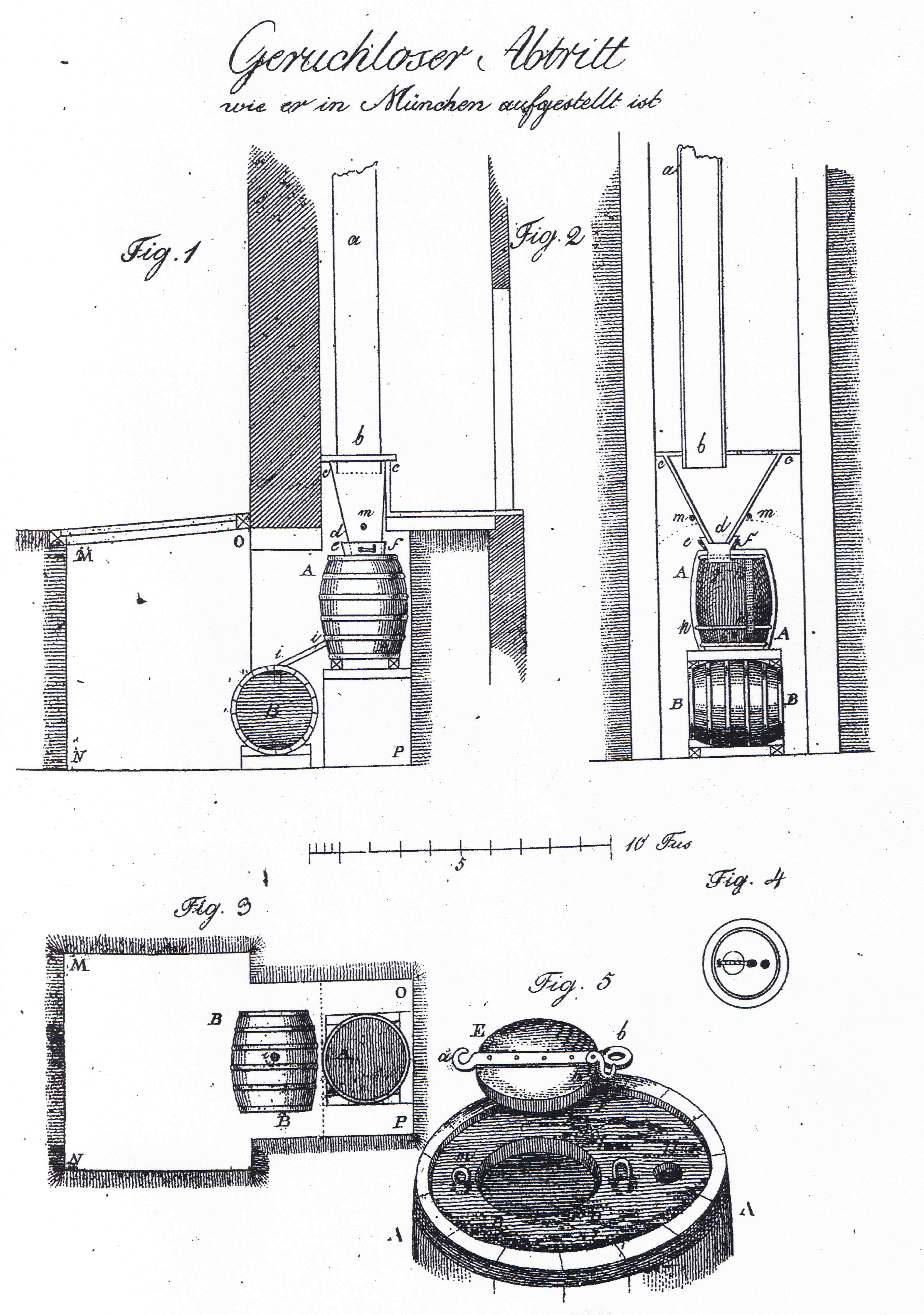
Geruchloser beweglicher Abtritt 1821/Zeichnung: Leo von Klenze

Geruchloser beweglicher Abtritt (franz. = fosses inodores et mobiles) ist die Bezeichnung für eine Toilette, deren technische Konstruktion der Geruchsminimierung und einfacheren Entsorgung menschlicher Fäkalien diente. Erfunden und eingerichtet wurde sie in den ersten Jahrzehnten des 19. Jahrhunderts in Frankreich.

## Geschichte
Ein von der Société royale et centrale d'agriculture berufenes Gutachtergremium empfahl in der Sitzung der Gesellschaft vom 18. August 1818 die Einrichtung derartiger von "Gazeneuve et Companie, Paris" nach einer mehrjährigen Entwicklungsphase vorgestellter und produzierter Toiletten. 
Der Architekt Leo von Klenze fuhr in die französische Hauptstadt, um diese Entwicklung vor Ort zu studieren, damit er sie noch in das im Bau befindliche Palais Leuchtenberg in München integrieren konnte. In der Folgezeit wurde diese technische Errungenschaft in die Alte Pinakothek, im Gebäude des landwirtschaftlichen Vereins, im königlichen Kriegsministerium, der neuen Kaserne und weiteren neuen Häusern und den städtischen Gebäuden integriert.

## Vorteile
(Aufzählung nach Joseph von Hazzi)
1. Vermeidung von Gerüchen und sonst unvermeidlicher Zugluft
2. Erhalt und Schonung der Mauern und Fundamente vor Feuchtigkeit und Salpeterfraß, Verminderung von Gebäudereparaturen
3. Verhinderung der Vergiftung des "Brunnenwassers, durch das unverhütbare Eindringen der verfaulten Materialien aus den bisherigen Abtritten"
4. Entfernung allen Ungeziefers, wie Ratten, Mäuse und Kröten, durch Entzug der anlockenden Nährstoffe
5. Raumgewinn im Gebäude, da auch die den Abtritten nahe liegenden Zimmer besser genutzt werden können
6. Verhinderung von Nachbarschaftsstreitigkeiten
7. Gewinn von leicht verfügbarem Dünger (Empfehlung für Gartenbesitzer, eine mit Lehm als Isolationsschicht ausgeschlagene Grube mit dem Inhalt des Abtrittes zu füllen und danach mit Kalk und Erde abzudecken)